# The Flying Club Cup
The Flying Club Cup è il secondo album del gruppo musicale statunitense folk Beirut, pubblicato il 9 ottobre 2007 dalla 4AD Records. L'album fu distribuito in anteprima su iTunes il 4 settembre dello stesso anno.

## Tracce
1. A Call to Arms
2. Nantes
3. A Sunday Smile
4. Guaymas Sonora
5. La Banlieue
6. Cliquot
7. The Penalty
8. Forks and Knives (La Fête)
9. In The Mausoleum
10. Un Dernier Verre (Pour la Route)
11. Cherbourg
12. St. Apollonia
13. The Flying Club Cup